# Medal Honorowy im. Józefa Tuliszkowskiego
Medal honorowy im. Józefa Tuliszkowskiego – odznaczenie nadawane przez Komendanta Głównego Państwowej Straży Pożarnej.
Odznaczenie zostało ustanowione 11 października 1993 roku przez Komendanta Głównego Państwowej Straży Pożarnej na wniosek Kapituły Medalu. Nadawane jest za wybitne osiągnięcia w pracy zawodowej i działalności społecznej w dziedzinie ochrony przeciwpożarowej, a także za szczególne wyróżnienie się podczas akcji ratowniczo-gaśniczych. Może być nadawany zarówno osobom fizycznym, jak i instytucjom. Medal posiada swoją kapitułę.